# مال مظلم

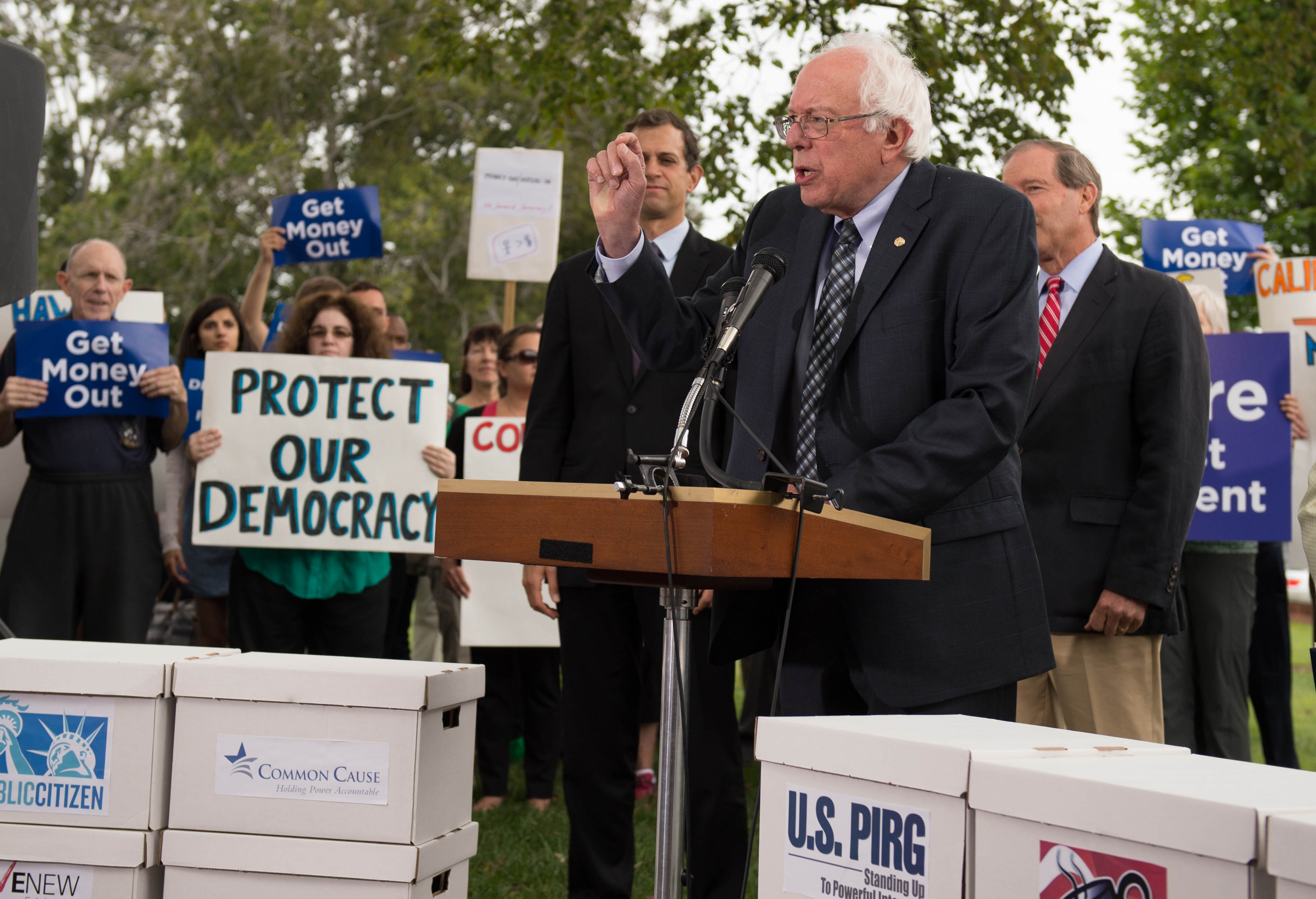
قبل ساعات من نظر مجلس الشيوخ في تعديل دستوري بشأن إصلاح تمويل الحملات الانتخابية، بيرني ساندرز في مؤتمر صحفي لإخراج الأموال المظلمة من أمريكا.

المال المظلم في سياسة الولايات المتحدة تشير إلى الإنفاق السياسي للمنظمات غير الربحية التي لا يُطلب منها الإفصاح عن الجهات المانحة لها، مثل منظمات 501 سي 4 (الرعاية الاجتماعية) ومنظمات 501 سي 5 (النقابات) ومنظمات 501 سي 6 (اتحادات التجارة). تستطيع هذه المنظمات تلقي تبرعات غير محدودة من الشركات والأفراد والنقابات. بهذه الطريقة، تستطيع الجهات المانحة أن تنفق الأموال للتأثير على الانتخابات، دون أن يعرف الناخبون من أين أتت هذه الأموال. دخلت الأموال المظلمة السياسة لأول مرة في قضية باكي ضد فاليو في عام 1976، عندما وضعت المحكمة العليا للولايات المتحدة ثماني كلمات سحرية تحدد الفرق بين الحملة الانتخابية والدعوة المتعلفة بالقضايا.
وفقًا لمركز السياسة المستجيبة (سي بي آر)، ارتفع إنفاق المنظمات التي لم تكشف عن الجهات المانحة لها من أقل من 5.2 مليون دولار في عام 2006 إلى ما يزيد عن 300 مليون دولار في الدورة الرئاسية لعام 2012 وأكثر من 174 مليون دولار في انتخابات التجديد النصفي في عام 2014. رأى مجلس تحرير صحيفة نيويورك تايمز أن انتخابات التجديد النصفي لعام 2014 تأثرت «بأكبر موجة من الأموال ذات المصالح الخاصة السرية التي جُمعت على الإطلاق في انتخابات الكونغرس». قال مركز السياسات المستجيبة أيضًا إن القضية الشهيرة في عام 2010، سيتيزنز يونايتد ضد لجنة الانتخابات الفيدرالية، مثلت نقطة تحول عندما ارتفعت مساهمات الأموال المظلمة، وأشار المركز إلى «أن هناك مجموعات أخرى تتمتع الآن بحرية إنفاق أموال غير مقيدة تدعو إلى دعم حملة انتخابية معينة أو هزيمة مرشحين معينين. تزعم هذه المجموعات أنها ليست مطالبة بالتسجيل في لجنة الانتخابات الفيدرالية باعتبارها نوعًا من لجان العمل السياسي لأن غرضها الأساسي مختلف عن السياسة الانتخابية. هذا النوع من الإنفاق ليس شيئًا جديدًا، لكن استخدام الأموال من مجموعة غير مقيدة من المصادر، بما في ذلك الشركات، بدأ بعد أحدث أحكام المحكمة».

## علم أصول الكلمات
استخدُم هذا المصطلح لأول مرة من قبل مؤسسة سنلايت فاونديشن لوصف الأموال غير المعلنة التي استُخدمت خلال انتخابات التجديد النصفي في الولايات المتحدة في عام 2010. يوجد مثال على استخدام مصطلح «المال المظلم» في خطاب استقالة مفوضة الانتخابات الفيدرالية السابقة، آن رافيل، الموجه إلى الرئيس الأمريكي دونالد ترامب: «منذ عام 2010، جرى تحويل أكثر من 800 مليون دولار من الأموال المظلمة في السباقات الانتخابية التنافسية. في الوقت ذاته، أصبحت الانتخابات مكلفة أكثر. يأتي معظم التمويل من جزء ضئيل جدًا من السكان وغير ممثل عنهم.»

## الأنشطة والتأثير
ساعدت بعض قرارات المحكمة العليا الأمريكية في صعود مجموعات الأموال المظلمة، ومنها قضية لجنة الانتخابات الفيدرالية ضد منظمة ويسكونسن رايت تو لايف في عام 2008، وسيتيزنز يونايتد ضد لجنة الانتخابات الفيدرالية. في قضية سيتيزنز يونايتد ضد لجنة الانتخابات الفيدرالية، قضت المحكمة (بأغلبية 5-4 أصوات) بأن الشركات والنقابات تستطيع إنفاق مبالغ غير محدودة للدفاع عن المرشحين السياسيين أو ضدهم.
تجاوزت مجموعات الأموال المظلمة في بعض الانتخابات لجان العمل السياسي التقليدية (باكس) ولجان العمل السياسي مستقلة الإنفاق (سوبر باكس) في حجم الإنفاق. في عام 2012، حصلت منظمة فريدوم بارتنرز على تاسع أعلى إيرادات بين جميع الرابطات التجارية الأمريكية التي قدمت إقرارات ضريبية في ذلك العام، وكان ذلك أكثر من المنظمات الكبيرة مثل معهد البترول الأمريكي، ومجموعة البحوث الصيدلانية ومصنعو أمريكا (فارما)، وغرفة التجارة الأمريكية. عملت منظمة فريدوم بارتنرز إلى حد كبير بمثابة قناة لإنفاق الحملة. من 238 مليون دولار أنفقت في عام 2012، ذهب 99% منها إلى مجموعات أخرى، ولم يكن لدى منظمة فريدوم بارتنرز أي موظفين. كان هذا تميزًا كبيرًا عن الجمعيات التجارية الأخرى ذات الدخل المرتفع، والتي يكون فيها عادة عدد كبير من الموظفين، وتخصص نحو 6% فحسب من الإنفاق على صورة منح لمجموعات خارجية. في عام 2014، أصبحت منظمة فريدوم بارتنرز مثالًا حيًا لظهور الأموال المظلمة. تموَّل أكبر شبكة وأكثرها تعقيدًا من مجموعات الأموال المظلمة من قبل قطبي الأعمال المحافظين، المليارديران تشارلز وديفيد كوخ. شكلت شبكة الأخوين كوخ نحو ربع الإنفاق على الأموال المظلمة في عام 2012.
مثلت 15 مجموعة فحسب ثلاثة أرباع الأموال مجهولة المصدر بالتزامن مع اقتراب انتخابات التجديد النصفي في عام 2018، في منتصف شهر سبتمبر.

### دورة انتخابات 2010
وفقًا لمركز السياسة المستجيبة، فإن الأموال المظلمة (التي تًعرَّف بأنها أموال من مجموعات خارجية لم تفصح عن الجهات المانحة علنًا، بالإضافة إلى المجموعات التي تلقت جزءًا كبيرًا من مساهماتها من هذه المجموعات غير المعلن عنها) شكلت نحو 44% من الإنفاق الخارجي في الدورة الانتخابية لعام 2010. تشير التقديرات إلى أن الأموال المظلمة شكلت نحو 127 مليون دولار في هذه الدورة.

### دورة انتخابات 2012
في الدورة الانتخابية لعام 2012، جرى إنفاق أكثر من 308 مليون دولار من الأموال المظلمة، وفقًا لمركز السياسة المستجيبة. أنفقت المجموعات المحافظة 86% منها، وأنفقت المجموعات الليبرالية 11% منها، وكانت حصيلة إنفاق المجموعات الأخرى 3%.
كانت مجموعات الأموال المظلمة الثلاث التي أنفقت أكبر المبالغ أمريكان كروسرودز/كروسرودز جي بي إس التابعة لكارل روف (71 مليون دولار)، ومنظمة أمريكانز فور بروسبريتي التابعة للأخوين كوخ (36 مليون دولار)، وغرفة التجارة الأمريكية (35 مليون دولار)، وجميعها مجموعات محافظة. كانت المجموعات الليبرالية الثلاث ذات أكبر معدل إنفاق للأموال المظلمة رابطة الناخبين المحافظين على البيئة (11 مليون دولار)، وباتريوت ماجوريتي يو إس إيه، وهي مجموعة تركز على المدارس العامة والبنية التحتية (7 ملايين دولار)، ومنظمة بلاند بيرنتهود (نحو 7 ملايين دولار).

### دورة انتخابات 2014
شهدت الدورة الانتخابية لعام 2014 أكبر قدر من الأموال المظلمة التي ًانفقت على الإطلاق في انتخابات الكونغرس الأمريكي؛ وصفت هيئة تحرير نيويورك تايمز دورة انتخابات عام 2014 بأنها «أكبر موجة من الأموال السرية ذات المصالح الخاصة في التاريخ». هيمنت مجموعات الأموال المظلمة ذات التوجه الجمهوري في عشية الانتخابات، إذ بلغت نفقاتها 94.6 مليون دولار، وتجاوزت هذه النفقات نفقات الأموال المظلمة من مجموعات الأموال المظلمة ذات التوجه الديمقراطي التي بلغت 28.4 مليون دولار، والنفقات التي لم يكن تصنيفها ممكنًا، والتي بلغت 1.9 مليون دولار. أنفقت مجموعة المال المظلم كروسرودز جي بي إس التابعة لكارل روف وحدها أكثر من 47 مليون دولار في الدورة الانتخابية لعام 2014.
في انتخابات مجلس الشيوخ، كان الإنفاق على الأموال المظلمة متركزًا بصورة كبير في عدد قليل من الولايات التنافسية المستهدفة، وخاصة في ولايات ألاسكا وأركانساس وكولورادو وكنتاكي وكارولينا الشمالية. أنفقت المجموعات الخارجية غير الحزبية في السباقات الأحد عشر الأكثر تنافسية في مجلس الشيوخ 342 مليون دولار، أي أكثر بكثير من المبلغ الذي أنفقته الأحزاب السياسية، والذي بلغ 89 مليون دولار.